# Ракша (Румунія)
Ракша (рум. Racșa) — село у повіті Сату-Маре в Румунії. Адміністративний центр комуни Ракша.
Село розташоване на відстані 432 км на північний захід від Бухареста, 33 км на схід від Сату-Маре, 117 км на північ від Клуж-Напоки.

## Населення
За даними перепису населення 2002 року у селі проживали 2593 особи, з них 2591 особа (99,9%) румунів. Рідною мовою 2592 особи (> 99,9%) назвали румунську.